# De volle vrijdag van Van V.
De volle vrijdag van Van V. is een voormalig programma op de Nederlandse radiozender Radio Veronica rond dj Rick van Velthuysen en sidekicks Mario de Pizzaman (een pseudoniem van Mario van Zijl) en Erwin Peters. Het programma was te horen van 5 september 2008 tot en met 30 januari 2009.
Elke vrijdagavond van 19.00 en 22.00 uur luidden Van Velthuysen, Peters en Mario de Pizzaman het weekend in met onder andere gasten – bekend of onbekend – en hits uit de jaren 80 en 90. Ook boer Teun uit Assen was een item, net als bij programma's die Van Velthuysen eerder voor Radio 538 maakte. Hij deed live verslag van het wel en wee dat zich afspeelde in het land. Net zoals in het programma MiddenInDeNachtRick kende dit programma sidechicks. Iedere week nodigde Van Velthuysen enkele of meerdere 'chicks' (vrouwelijke luisteraars) uit, die mochten laten horen wat ze waard zijn achter de microfoon.
Omdat Van Velthuysen vanaf 2 februari 2009 het ochtendprogramma op Radio Veronica, MogguhRick, ging doen, werd besloten het programma te stoppen. Het was niet haalbaar voor Van Velthuysen om acht keer per week (hij deed namelijk ook nog het programma WeekendRick) radio te maken.